# سیارک ۶۴۸۴
سیارک ۶۴۸۴ (به انگلیسی: 6484 Barthibbs، نامگذاری:1990FT1) شش هزار و چهارصد و هشتاد و چهارمین سیارک کشف شده‌است که در ۲۳ مارس ۱۹۹۰ کشف شد.
قدر مطلق سیارک برابر ۱۲٫۸۰ است.